# Идеал (телесериал)
«Идеал» (англ. Ideal) — британский комедийный сериал, первоначально показанный на цифровом канале BBC Three, созданный Грэмом Даффом и спродюсированный BBC Comedy North и Baby Cow Productions. В роли главного героя Моза, мелкого дилера (продавца) марихуаны и гашиша, — Джонни Вегас. Название сериала — это игра слов. «I deal» можно перевести как «Я торгую».

## Сюжет
Моз — торговец марихуаной и гашишем в Салфорде, пригороде Манчестера. Всё действие происходит в квартире Моза, через которую проходит бесконечная череда визитёров: друг детства полицейский (одновременно основной поставщик), симпатичные девушки, которым срочно нужно покурить, но у них нет денег, подающий надежды диджей (пока не стал звездой, продаёт лампочки в универмаге), хиппи, гламурный гей со спутниками и другие персонажи.

## Сезоны
| Сезоны | Сезоны | Эпизоды | Премьера        | Премьера         |
| Сезоны | Сезоны | Эпизоды | Первый эпизод   | Последний эпизод |
| ------ | ------ | ------- | --------------- | ---------------- |
|        | 1      | 9       | 11 января 2005  | 1 марта 2005     |
|        | 2      | 8       | 14 марта 2006   | 2 мая 2006       |
|        | 3      | 8       | 20 марта 2007   | 8 мая 2007       |
|        | 4      | 8       | 28 апреля 2008  | 16 июня 2008     |
|        | 5      | 6       | 11 мая 2009     | 15 июня 2009     |
|        | 6      | 8       | 17 августа 2010 | 5 октября 2010   |
|        | 7      | 6       | 26 мая 2011     | 30 июня 2011     |

## Награды
18 ноября 2006 года Идеал получил награду на RTS North West Comedy Awards как лучший комедийный сериал.